# Embata parasitica
Embata parasitica är en hjuldjursart som först beskrevs av Enrico Hillyer Giglioli 1863.  Embata parasitica ingår i släktet Embata och familjen Philodinidae. Inga underarter finns listade i Catalogue of Life.